# تونی کانائت
تونی کانائت (انگلیسی: Toni Kanaet؛ زادهٔ ۴ سپتامبر ۱۹۹۵) تکواندوکار اهل کرواسی است.
وی در مسابقات کشوری و بین‌المللی در مجموع برندهٔ ۱ مدال طلا، ۱ مدال نقره، ۴ مدال برنز شده‌است.